# José María Bocanegra
José María Bocanegra (Labor de la Troje, 21 febbraio 1794 – Città del Messico, 23 luglio 1862) è stato un politico messicano.
Di professione avvocato, è stato Presidente del Messico ad interim nel 1829.